# Winfried Maczewski
Winfried Maczewski (Kalisz, 15 juni 1941 – Amsterdam, 28 februari 2016) was een Pools-Nederlands koordirigent.

## Biografie
Maczewski werd geboren in Polen, maar door de Tweede Wereldoorlog moest zijn familie vluchten. De familie verhuisde naar West-Duitsland. Maczewski studeerde kunstgeschiedenis, theologie, kerkmuziek, compositie en nieuwe muziek. Zijn debuut als dirigent maakte hij met de operette Die lustige Witwe. Maczewski werkte onder meer in Düsseldorf en Wuppertal, alvorens in 1988 naar Amsterdam te verhuizen. Hier was hij artistiek leider van het Koor van de Nederlandse Opera. Van 1989 tot 2003 was hij ook dirigent voor het Toonkunstkoor Amsterdam. In 1997 richtte hij het European Festival Chorus op, en van 1997 tot 1999 was hij de koordirigent van de Salzburger Festspiele.
Hij was onder meer bekend voor zijn aandeel in de uitvoering in 1995 van Moses und Aron van Arnold Schönberg met Pierre Boulez en Peter Stein.
Maczewski, die terminaal ziek was, en zijn Oostenrijkse vrouw Sophie sloten een zelfmoordcontract. Zijn vrouw wilde niet langer leven dan haar man. Op 28 februari 2016 deden ze samen een poging tot zelfmoord, die van zijn vrouw lukte. Hij was te ziek om hetzelfde te doen, maar overleed op weg naar het hospice.
- Bibsys: 4112509
- Bibliothèque nationale de France: cb13971465h (data)
- Gemeinsame Normdatei: 134452100
- International Standard Name Identifier: 0000 0000 5516 103X
- Library of Congress Control Number: no2024015851
- Nationale Bibliotheek van Israël: 987012161264005171
- Nederlandse Thesaurus van Auteursnamen: 401337618
- Réseau des bibliothèques de Suisse occidentale: 02-A012831629
- Système universitaire de documentation: 147797004
- Virtual International Authority File: 14965889
- WorldCat: E39PBJqFT3QVpKTrdjWTjddqQq